# Division 1 1980-81
La Division 1 1980-81 fue la 42ª temporada del fútbol francés profesional. Saint-Étienne resultó campeón con 57 puntos, obteniendo su 10° título de liga.

## Equipos participantes
| - Angers - Auxerre - Bastia - Girondins de Bordeaux - Stade Lavallois - Lens - Lille - Olympique de Lyon - Metz - Mónaco |  | - Nancy - Nantes - OGC Niza - Nîmes Olympique - París Saint-Germain - Saint-Étienne - Sochaux - Racing Estrasburgo - Tours - Valenciennes-Anzin |

## Tabla de posiciones
| Pos. | Equipo              | Pts. | PJ | G  | E  | P  | GF | GC | Dif. | Clasificación                                |
| ---- | ------------------- | ---- | -- | -- | -- | -- | -- | -- | ---- | -------------------------------------------- |
| 1    | Saint-Étienne (C)   | 57   | 38 | 23 | 11 | 4  | 68 | 26 | +42  | Clasificado a la Copa de Campeones de Europa |
| 2    | Nantes              | 55   | 38 | 22 | 11 | 5  | 74 | 36 | +38  | Clasificado a la Copa de la UEFA             |
| 3    | Bordeaux            | 49   | 38 | 18 | 13 | 7  | 57 | 34 | +23  | Clasificado a la Copa de la UEFA             |
| 4    | Monaco              | 49   | 38 | 19 | 11 | 8  | 58 | 41 | +17  | Clasificado a la Copa de la UEFA             |
| 5    | Paris Saint-Germain | 46   | 38 | 17 | 12 | 9  | 62 | 50 | +12  |                                              |
| 6    | Lyon                | 41   | 38 | 14 | 13 | 11 | 60 | 54 | +6   |                                              |
| 7    | Strasbourg          | 40   | 38 | 14 | 12 | 12 | 44 | 47 | −3   |                                              |
| 8    | Nancy               | 37   | 38 | 15 | 7  | 16 | 55 | 49 | +6   |                                              |
| 9    | Metz                | 36   | 38 | 10 | 16 | 12 | 48 | 53 | −5   |                                              |
| 10   | Auxerre             | 36   | 38 | 10 | 16 | 12 | 46 | 52 | −6   |                                              |
| 11   | Valenciennes        | 36   | 38 | 12 | 12 | 14 | 51 | 70 | −19  |                                              |
| 12   | Bastia              | 35   | 38 | 13 | 9  | 16 | 50 | 55 | −5   | Clasificado a la Recopa de Europa            |
| 13   | Lens                | 34   | 38 | 10 | 14 | 14 | 46 | 48 | −2   |                                              |
| 14   | Sochaux             | 34   | 38 | 10 | 14 | 14 | 51 | 59 | −8   |                                              |
| 15   | Nice                | 32   | 38 | 10 | 12 | 16 | 47 | 61 | −14  |                                              |
| 16   | Laval               | 31   | 38 | 10 | 11 | 17 | 49 | 55 | −6   |                                              |
| 17   | Lille               | 31   | 38 | 10 | 11 | 17 | 55 | 71 | −16  |                                              |
| 18   | Tours               | 31   | 38 | 9  | 13 | 16 | 54 | 71 | −17  | Acceso a promoción de permanencia            |
| 19   | Nîmes (D)           | 26   | 38 | 6  | 14 | 18 | 46 | 66 | −20  | Descenso a Division 2                        |
| 20   | Angers (D)          | 24   | 38 | 5  | 14 | 19 | 33 | 66 | −33  | Descenso a Division 2                        |

 Fuente: footballdatabase

## Resultados
| Local \ Visitante   | ANG | AUX | BAS | BOR | LAV | LEN | LIL | LYO | MET | MOC | NAC | NAT | NIC | NIM | PSG | STE | SOC | STR | TOU | VAL |
| ------------------- | --- | --- | --- | --- | --- | --- | --- | --- | --- | --- | --- | --- | --- | --- | --- | --- | --- | --- | --- | --- |
| Angers              | —   | 4–1 | 1–0 | 0–3 | 2–0 | 1–2 | 3–2 | 1–3 | 0–0 | 1–1 | 2–0 | 0–3 | 1–1 | 1–2 | 1–1 | 1–1 | 1–2 | 0–0 | 2–2 | 1–1 |
| Auxerre             | 2–2 | —   | 0–0 | 1–2 | 1–0 | 1–1 | 2–2 | 2–2 | 4–2 | 0–0 | 0–2 | 0–0 | 3–1 | 4–2 | 0–1 | 0–2 | 1–1 | 1–1 | 3–2 | 1–1 |
| Bastia              | 3–0 | 2–0 | —   | 3–2 | 2–2 | 3–1 | 5–1 | 2–0 | 1–0 | 1–1 | 2–1 | 1–2 | 3–0 | 3–2 | 2–0 | 2–1 | 1–1 | 2–0 | 0–1 | 1–1 |
| Bordeaux            | 1–0 | 2–0 | 0–0 | —   | 2–1 | 5–1 | 2–0 | 3–2 | 1–1 | 1–0 | 2–0 | 0–0 | 3–0 | 1–1 | 1–3 | 3–0 | 0–0 | 2–1 | 1–1 | 4–0 |
| Laval               | 2–0 | 0–0 | 3–0 | 2–4 | —   | 4–2 | 3–0 | 0–0 | 1–1 | 3–3 | 1–0 | 2–0 | 0–1 | 4–0 | 0–0 | 0–0 | 0–0 | 3–1 | 2–0 | 2–1 |
| Lens                | 1–0 | 1–1 | 5–0 | 0–1 | 3–0 | —   | 0–0 | 2–2 | 2–2 | 0–0 | 0–0 | 0–0 | 2–0 | 1–1 | 2–3 | 1–1 | 5–1 | 1–2 | 3–0 | 1–2 |
| Lille               | 4–0 | 2–3 | 3–1 | 2–2 | 1–1 | 2–1 | —   | 1–1 | 0–1 | 2–1 | 0–0 | 0–3 | 3–1 | 0–0 | 2–2 | 1–3 | 2–1 | 3–0 | 1–1 | 1–2 |
| Lyon                | 5–1 | 1–3 | 2–1 | 1–0 | 1–0 | 4–1 | 2–2 | —   | 0–0 | 3–2 | 4–2 | 0–0 | 5–1 | 4–2 | 2–0 | 1–1 | 5–1 | 0–0 | 2–3 | 1–1 |
| Metz                | 1–0 | 2–2 | 1–0 | 1–1 | 3–2 | 0–2 | 3–0 | 0–2 | —   | 1–1 | 2–0 | 2–2 | 0–1 | 2–1 | 0–0 | 0–0 | 4–2 | 4–1 | 2–3 | 4–2 |
| Monaco              | 2–0 | 2–1 | 3–0 | 0–0 | 3–0 | 1–0 | 1–2 | 2–1 | 2–1 | —   | 1–0 | 2–1 | 1–0 | 2–1 | 4–0 | 1–2 | 2–1 | 3–1 | 1–1 | 5–1 |
| Nancy               | 2–0 | 3–0 | 3–0 | 2–0 | 3–0 | 1–2 | 2–0 | 3–1 | 2–0 | 2–3 | —   | 1–0 | 3–2 | 2–0 | 2–2 | 0–0 | 2–2 | 2–0 | 1–3 | 7–1 |
| Nantes              | 3–1 | 0–1 | 2–1 | 1–0 | 4–1 | 2–0 | 4–1 | 2–1 | 1–0 | 5–0 | 3–0 | —   | 4–1 | 1–1 | 1–1 | 1–1 | 2–1 | 1–1 | 4–3 | 3–0 |
| Nice                | 2–2 | 0–0 | 2–1 | 1–1 | 2–1 | 1–1 | 1–2 | 3–2 | 0–0 | 2–1 | 2–2 | 3–2 | —   | 0–0 | 1–1 | 0–1 | 4–2 | 0–0 | 2–2 | 4–0 |
| Nîmes               | 0–0 | 0–0 | 3–2 | 0–2 | 2–2 | 1–1 | 2–1 | 1–2 | 3–3 | 1–3 | 1–2 | 2–3 | 1–3 | —   | 2–1 | 0–1 | 0–0 | 4–2 | 2–1 | 1–1 |
| Paris Saint-Germain | 2–2 | 2–3 | 3–1 | 4–0 | 3–2 | 3–0 | 4–1 | 1–1 | 1–1 | 0–0 | 2–1 | 0–2 | 3–1 | 3–2 | —   | 1–1 | 3–2 | 1–0 | 4–1 | 3–2 |
| Saint-Étienne       | 5–0 | 2–0 | 3–0 | 2–1 | 1–0 | 0–0 | 3–1 | 3–2 | 3–0 | 5–1 | 4–1 | 0–0 | 3–2 | 0–0 | 0–2 | —   | 3–0 | 3–0 | 1–2 | 4–0 |
| Sochaux             | 2–0 | 1–1 | 1–0 | 0–0 | 2–1 | 1–2 | 3–0 | 2–2 | 3–0 | 1–1 | 1–1 | 2–4 | 1–1 | 2–1 | 4–0 | 1–2 | —   | 1–1 | 1–0 | 3–3 |
| Strasbourg          | 2–0 | 1–0 | 1–1 | 1–1 | 0–0 | 1–0 | 3–2 | 2–1 | 3–3 | 0–0 | 2–0 | 1–2 | 2–1 | 1–0 | 1–0 | 0–2 | 2–0 | —   | 4–1 | 3–0 |
| Tours               | 2–2 | 1–4 | 2–2 | 0–1 | 3–2 | 1–1 | 3–3 | 1–1 | 1–1 | 0–1 | 1–0 | 2–3 | 1–0 | 4–3 | 0–2 | 1–3 | 0–1 | 1–1 | —   | 2–3 |
| Valenciennes        | 0–0 | 2–0 | 1–1 | 2–2 | 4–2 | 1–0 | 0–3 | 2–1 | 3–0 | 0–1 | 3–0 | 3–3 | 1–0 | 1–1 | 2–0 | 0–1 | 2–1 | 1–2 | 1–1 | —   |

### Promoción de permanencia
| Equipo 1 | Agr. | Equipo 2 | Ida | Vuelta |
| -------- | ---- | -------- | --- | ------ |
| Tours    | 3–2  | Toulouse | 1–0 | 2–2    |

- Tours permanece en la Division 1

Promovidos de la Division 2, quienes jugarán en la Division 1 1981-82:
- Stade Brestois: Campeón de la Division 2, ganador de la Division 2 grupo B.
- Montpellier: Subcampeón, ganador de la Division 2 grupo A.

## Goleadores
| #  | Jugador             | Nacionalidad        | Club                  | Goles |
| -- | ------------------- | ------------------- | --------------------- | ----- |
| 1  | Delio Onnis         | Argentina           | Tours                 | 24    |
| 2  | Uwe Krause          | Alemania Occidental | Stade Lavallois       | 23    |
| 3  | Simo Nikolić        | Yugoslavia          | Olympique de Lyon     | 21    |
| 4  | Michel Platini      | Francia             | Saint-Étienne         | 20    |
| 5  | Bernard Lacombe     | Francia             | Girondins de Bordeaux | 18    |
| -  | Victor Trossero     | Argentina           | Mónaco                | 18    |
| 7  | Andrzej Szarmach    | Polonia             | Auxerre               | 16    |
| -  | Bernard Zénier      | Francia             | Nancy                 | 16    |
| -  | Dominique Rocheteau | Francia             | París Saint-Germain   | 16    |
| 10 | Johnny Rep          | Países Bajos        | Saint-Étienne         | 14    |
| -  | Albert Gemmrich     | Francia             | Girondins de Bordeaux | 14    |
| -  | Isaac Peretz        | Israel              | Racing Estrasburgo    | 14    |
| -  | Olivier Rouyer      | Francia             | Nancy                 | 14    |